# Stanislao Gastaldon
Martino Stanislao Luigi Gastaldon (ur. 8 kwietnia 1861 w Turynie, zm. 6 marca 1939 we Florencji) – włoski kompozytor, autor jednej z najsłynniejszych włoskich pieśni, Musica proibita (Zakazana melodia), skomponowanej w roku 1881.

## Życiorys
Jego ojciec, Luigi Gastaldon, był inżynierem, matka, Luigia z domu Grazioli, pochodziła ze szlacheckiego rodu rzymskiego. Luigia w wieku 16 lat wyszła za posiadacza znacznego majątku, hrabiego Bernarda Genardiniego. Luigiego poznała w roku 1854, kiedy miała 23 lata. Wkrótce porzuciła dla niego męża i czworo swoich dzieci. Stanislao urodził się w Turynie w roku 1861. Nowa rodzina wędrowała po wielu włoskich miastach, w których Luigi pracował nad rozmaitymi projektami inżynieryjnymi. Stanislao część dzieciństwa spędził w regionie Abruzji, w San Vito Chietino, gdzie jedna z ulic nosi dzisiaj jego imię i gdzie w roku 1864 przyszedł na świat jego brat Guglielmo. Muzyki zaczął się uczyć u turyńskiego kompozytora, Antonia Creontiego, oraz u Torquata Melianiego, organisty z florenckiej katedry. Studiował również literaturę na Uniwersytecie Florenckim. Pieśni zaczął komponować już w wieku 17 lat, niekiedy do własnych tekstów, które podpisywał pseudonimem Flick-Flock, nawiązującym najprawdopodobniej do tytułu popularnego baletu Petera Ludwiga Hertla, wystawionego w La Scali w roku 1861. Gastaldon nie miał jeszcze 20 lat, kiedy florentyński dom wydawniczy Venturini opublikował jego pieśń Musica proibita, która dała mu sławę i wysoką pozycję towarzyską. Dzięki temu utworowi cieszył się tak znacznym poważaniem, że gdy w roku 1883 przymusowo wcielono go do wojska, od razu został mianowany pułkowym nauczycielem muzyki. Po zakończeniu służby Gastaldon udał się do Rzymu, gdzie wtedy mieszkali jego rodzice. Spędził tam cztery lata, komponując pieśni i krótkie utwory instrumentalne oraz próbując tworzyć większe dzieła sceniczne.
Po premierze swojej pierwszej opery Mala Pasqua! (1890) najpierw zamieszkał w Orvieto, a później we Florencji, gdzie spędził resztę życia. Tam, poza komponowaniem, uczył także śpiewu i zamieszczał recenzje muzyczne we florentyńskim dzienniku „Nuovo Giornale”. Prowadził również rubrykę „Scattola Harmonica” w piśmie dla dzieci „Il Giornalino della Domenica”. Obracał się głównie w kręgach wolnomyślicielskich i literackich, które w latach dwudziestych sprzeciwiały się rosnącemu w siłę faszyzmowi. Zapewne dlatego sytuacja finansowa Gastaldona stopniowo się pogarszała. Pod koniec życia, kiedy nie mógł już dłużej utrzymywać się z działalności muzycznej, pracował jako marszand, kupując i sprzedając obrazy swoich przyjaciół. Nigdy się nie ożenił, żył samotnie w domu przy ulicy Montanara. Zmarł na atak serca 6 marca 1939 roku, w wieku 77 lat. Został pochowany nieopodal Florencji, na cmentarzu Misericordia di Antella.

## Dorobek muzyczny

### Pieśni

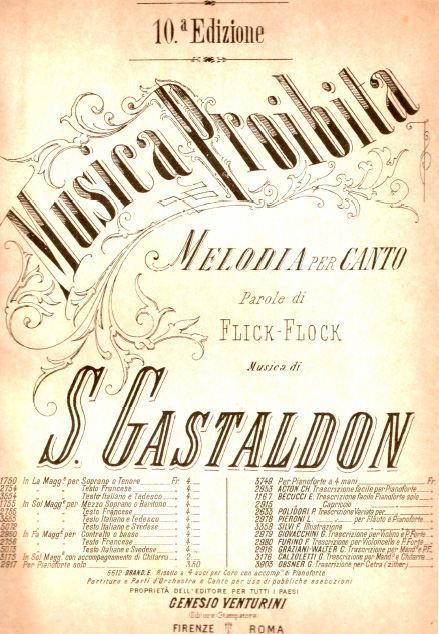
Nuty pieśni Musica proibita

Większość z około trzystu pieśni Gastaldona na głos i fortepian opublikowały już za jego życia dwie firmy muzyczne, florentyńska Venturini (przejęta w roku 1905 przez Carisch & Jänichen) i mediolańska Casa Ricordi. Spośród tych utworów dziś jest powszechnie wykonywana tylko Musica proibita z roku 1881. Tekst pieśni mówi o dziewczynie, wspominającej przystojnego młodzieńca, który co noc śpiewa pod jej balkonem serenadę. Wbrew zakazom matki dziewczyna wciąż nuci tę miłosną melodię, za każdym razem z coraz większą namiętnością. Musica proibita, pierwotnie skomponowana na sopran i fortepian, zadedykowana włoskiemu barytonowi Felice Giachettiemu, była drugim opublikowanym dziełem Gastaldona i pierwszą z sześciu pieśni, do których napisał tekst pod pseudonimem Flick-Flock. Od razu też odniosła ogromny sukces. Jeszcze 10 lat później dziennikarz „Gazzetta Musicale di Milano” wspominał, że za jej pomocą nieśmiali zakochani wyznawali sobie miłość.
Wkrótce po publikacji we Włoszech Musica proibita została wydana także po angielsku (Unspoken Words) i po francusku (La chanson défendue). Przygotowano również, choć narratorką jest młoda dziewczyna, transpozycje tej melodii na każdy rodzaj głosu z towarzyszeniem fletu i skrzypiec, skrzypiec solo, gitary, mandoliny, akordeonu lub orkiestry. Szczególnie chętnie nagrywali ją słynni tenorzy, wśród nich: Enrico Caruso (1917), Beniamino Gigli (1933), Mario Lanza (1952 i 1959), Giuseppe Di Stefano (1961), Luciano Pavarotti (1984) oraz José Carreras (1979 i 1993). Musica proibita w roku 1942 stała się również tematem filmu Carla Campogallianiego, w którym główną rolę zagrał Tito Gobbi. W roku 1882 Gastaldon skomponował do własnego tekstu pieśń Ti vorrei rapire, w której młody mężczyzna przywołuje Musica proibita. Kolejnymi autorskimi wariacjami na temat tego utworu były Musica non proibita! (1885) oraz Amor non è peccato (1890).
Gastaldon komponował na ogół do wierszy popularnych poetów: Gustava Adolfa Bécquera, Olinda Guerriniego (piszącego pod pseudonimem Lorenzo Stecchetti), Emilia Pragi, Armanda Perottiego, Annie Vivanti, Fausta Salvatoriego i Domenica Milellego. Z całego swojego dorobku, najwyżej cenił pieśń Mamma, którą zadedykował pamięci matki.
Poza typowymi dla siebie utworami na głos i fortepian Gastaldon napisał również dwie pieśni chóralne. Pierwsza to hymn ku czci Dantego (Inno della Dante Alighieri, 1902) do tekstu Augusta Franchettiego, skomponowany dla Towarzystwa im. Dantego Alighieri; druga – hymn patriotyczny sławiący króla, Viva il Re, z roku 1915, do wiersza Giosuè Carducciego.

### Opery

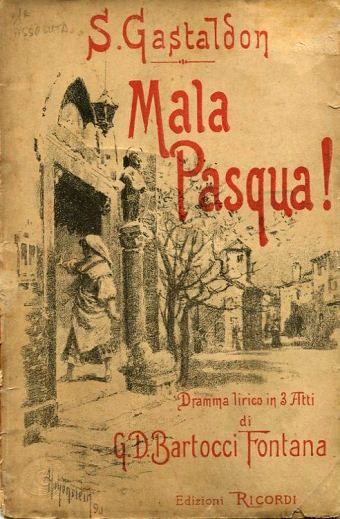
Libretto opery Mala Pasqua!

Gastaldon po raz pierwszy zmierzył się z twórczością sceniczną, pracując nad czteroaktową operą z prologiem Fatma do libretta Marca Pragi, jednak dzieło to nigdy nie zostało wystawione. Natomiast w roku 1888, kiedy wydawnictwo muzyczne Sonzogno ogłosiło konkurs na operę jednoaktową, Gastaldon zgłosił swój utwór Mala Pasqua!, zainspirowany opowiadaniem Rycerskość wieśniacza Giovanniego Vergi, które później sam autor przerobił na sztukę. Do konkursu stanął wtedy również inny młody kompozytor, Pietro Mascagni, ze swoją operą Rycerskość wieśniacza, której libretto oparto na tym samym opowiadaniu. Gastaldon jednak wycofał się z konkursu, kiedy konkurent Sonzogno, Casa Ricordi, zaproponował mu publikację partytury i premierę w rzymskim Teatro Costanzi. Mala Pasqua! w formie trzyaktowej została tam wystawiona bez większego powodzenia 9 kwietnia 1890 roku. Mascagni natomiast wygrał konkurs i półtora miesiąca później w tym samym teatrze odniósł swoją Rycerskością wieśniaczą ogromny sukces, skazując tym samym dzieło Gastaldona na szybkie zapomnienie.
W roku 1891, po premierze Mala Pasqua!, Gastaldon zamierzał skomponować operę komiczną w trzech aktach na podstawie powieści Alexandre’a Dumas Dwadzieścia lat później. Początkowo zatytułowana Rosa Minchon, później Mazzarinata, prawdopodobnie nigdy nie została ukończona. Niezrażony tym niepowodzeniem kompozytor zdołał doprowadzić do wystawienia swoich dwóch jednoaktówek – Pater (1894) z librettem na podstawie sztuki François Coppéego pod tym samym tytułem i Stellina (1905) z librettem Vittoria Bianchiego – oraz opery komicznej w trzech aktach Il reuccio di Caprilana (1914) z librettem Féliciena Champsaura. Wszystkie one cieszyły się umiarkowanym powodzeniem i szybko zeszły z afisza.
Szczególnym dziełem teatralnym Gastaldona była siedmiominutowa „wizja sceniczna” Il sonetto di Dante (1906), w której wykorzystał sonet Dantego Tanto gentile e tanto onesta pare z tomu Życie nowe. Temu wokalnemu popisowi, napisanemu dla tenora, towarzyszyły na scenie pejzaże XIV-wiecznej Florencji. Mimo talentu wykonawcy, Giuseppe Taccaniego, cały występ przyjęto jednak chłodno.